# Icá

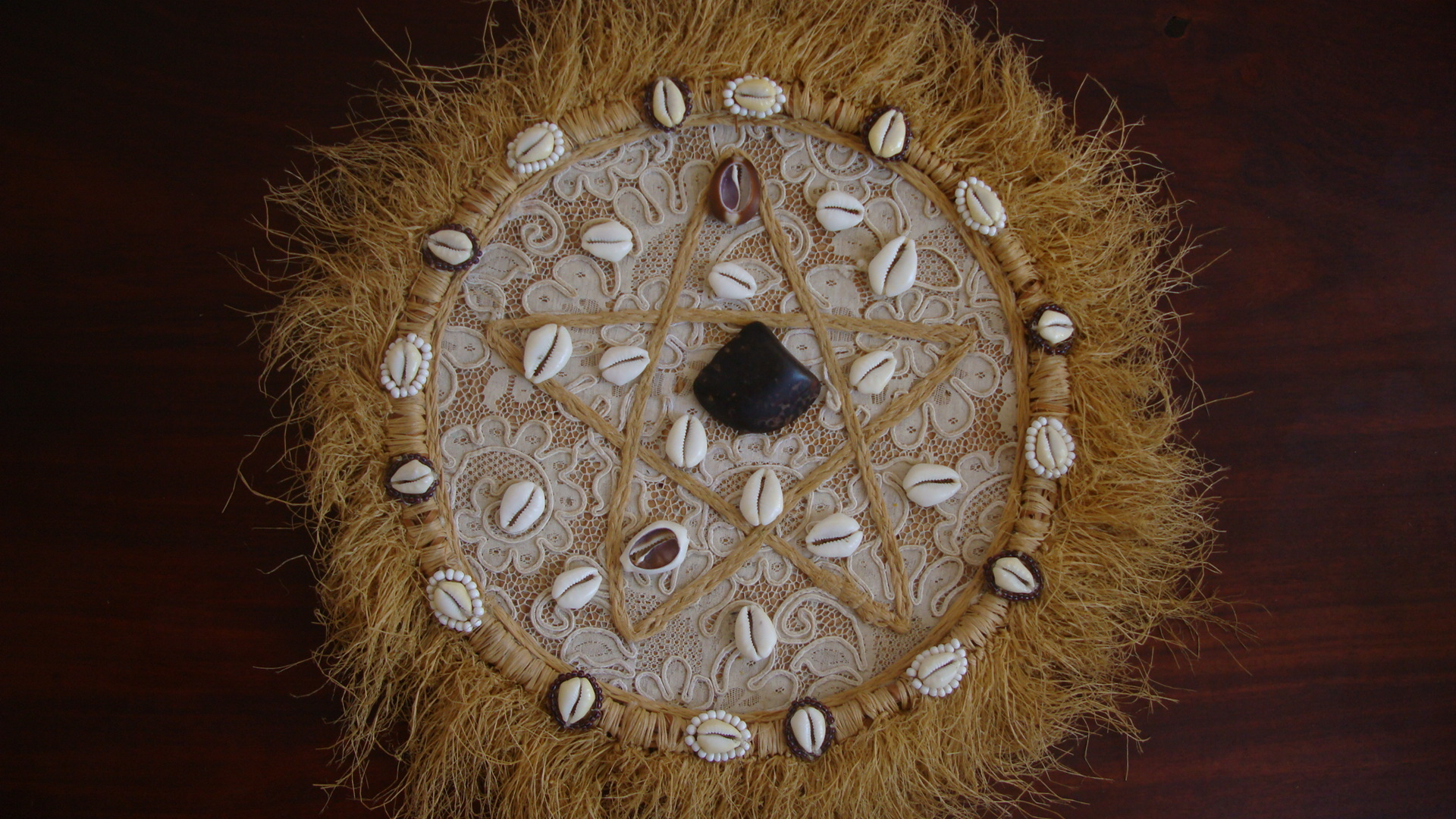
Icá

Icá (em iorubá: Iká) Êjilobon é um odu do oráculo de ifá, representado no merindilogun com treze conchas abertas pela natureza e três fechadas. Nesta caída responde Nanan, Omolu, Egun, Obaluaye, Iku. Significa que a pessoa trabalha muito e ganha pouco, tudo que recebe acaba perdendo. Tem grandes dificuldades amorosas, trocando de parceiros varias vezes na vida e com tendência a solidão. Apesar de ter problemas nos ossos, artrite, artrose, coluna e dores no corpo tem longevidade.